# Katō Kiyomasa
Katō Kiyomasa (加藤清正?   25 de julio de 1561-2 de agosto de 1611) fue un daimyō japonés del período Sengoku al periodo Edo de la historia de Japón.

## Primeros años y carrera temprana
Kiyomasa nació en la Provincia de Owari hijo de Katō Kiyotada. La esposa de Kiyotada, Ito, era prima de la madre de Toyotomi Hideyoshi. Kiyotada murió mientras que su hijo era aún muy joven, por lo que poco después ingresó al servicio de Hideyoshi, cuando tan solo contaba con catorce años de edad y con un estipendio de 170 koku.
Peleó junto con el ejército de Hideyoshi durante la Batalla de Yamazaki y más tarde en la Batalla de Shizugatake en la que, debido a su distinguido desempeño fue reconocido como una de las “Siete Lanzas de Shizugatake”. Hideyoshi lo reconoció aumentando su estipendio a 3.000 koku.
En 1586, después de que se le confiscó a Sassa Narimasa la Provincia de Higo, Kiyomasa recibió 250.000 koku de tierras (casi la mitad de la provincia) además del castillo Kumamoto, el cual se convirtió en su residencia oficial.
En 1592, se unió a las invasiones japonesas a Corea.

## Kiyomasa durante las invasiones aCorea

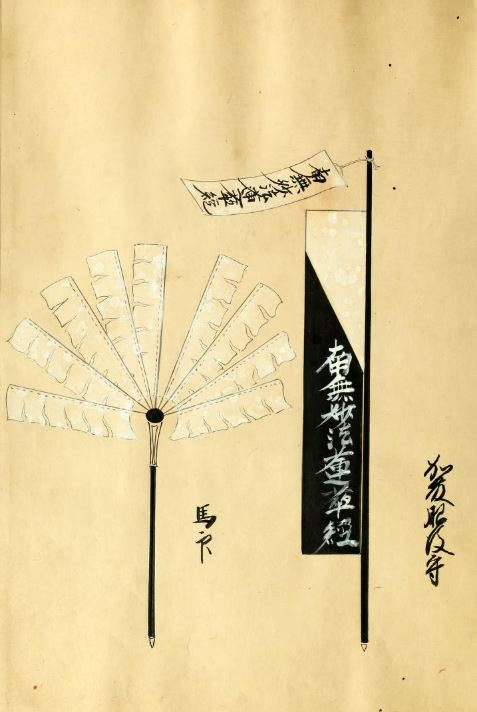
Uma-jirushi (á la izquierda) y hata-jirushi (á la derecha) de Kato Kiyomasa

Kiyomasa fue uno de los tres principales comandantes durante la invasión de Hideyoshi a Corea en contra de la dinastía de Joseon. Junto con Konishi Yukinaga capturó Seúl y Busán entre otras ciudades clave.

## Vida Posterior
Como miembro devoto del budismo, Kiyomasa alentó la construcción de los templos Nichiren. Tuvo una serie de conflictos con Konishi Yukinaga, quien gobernaba el dominio vecino de Higo, quien era además cristiano. Kiyomasa fue famoso por suprimir el cristianismo, por lo que ordenó durante la Batalla de Hondo que se abrieran todos los vientres de las mujeres cristianas embarazadas y le cortaran las cabezas a sus bebés.
Durante la Batalla de Sekigahara, Kiyomasa permaneció en Kyūshū apoyando el ejército este de Tokugawa Ieyasu. Por su lealtad al clan Tokugawa, Kiyomasa fue recompensado con las tierras de su antiguo rival Konishi (que había apoyado a Ishida Mitsunari), con lo que llegó a incrementar su dominio hasta en 530,000 koku.
En sus años posteriores, Kiyomasa trató de fungir como mediador en las cada vez problemáticas relaciones entre Ieyasu y Toyotomi Hideyori. En 1611, durante la travesía marítima de una de esas reuniones, comenzó a sentirse mal y murió un poco después de su arribo. Fue enterrado en el templo Honmyō en Kumamoto, pero también tiene tumbas en la Prefectura de Yamagata y en Tokio. 
| Predecesor: Nadie | Señor de Kumamoto 1587 - 1611 | Sucesor: Katō Tadahiro |